# Metalectra ecchlora
Metalectra ecchlora là một loài bướm đêm trong họ Erebidae.